# رویاته
رویاته (به ایتالیایی: Roiate) یک کومونه در ایتالیا است که در استان رم واقع شده‌است. رویاته ۱۰٫۴ کیلومتر مربع مساحت و ۷۶۰ نفر جمعیت دارد و ۶۹۷ متر بالاتر از سطح دریا واقع شده‌است.